# Tangau
Tangau is een bestuurslaag in het regentschap Lebong van de provincie Bengkulu, Indonesië. Tangau telt 748 inwoners (volkstelling 2010).